# The Rolling Stones Rock and Roll Circus (album)
The Rolling Stones Rock and Roll Circus er det femte album udgivet med The Rolling Stones musik, af den tidligere manager Allen Kleins ABKCO Records (der havde rettighederne til bandets Decca / London materiale i 1970) efter bandets afsked med Decca og Klein.
Albummet blev udgivet i 1996, og The Rolling Stones Rock and Roll Circus var et live album over deres tv udsendelse, The Rolling Stones Rock and Roll Circus, der aldrig blev sendt. 
Filmen blev lavet for at promovere deres nye udgivelse Beggars Banquet, og The Rolling Stones den ide at lave et live ekstravagant cirkus show med musik. De havde inviteret gæster til at optræde som blandt andre John Lennon (med Yoko Ono), The Who, Eric Clapton (der lige havde brudt med Cream), Taj Mahal, Jethro Tull og Mick Jaggers daværende kæreste Marianne Faithfull. Led Zeppelin blev overvejet men pladsen gik i stedet til Jethro Tull. Specielt til den anledning grundlagde Lennon, Clapton, Keith Richards og Mitch Mitchell (fra The Jimi Hendrix Experience) et band ved navnet The Dirty Mac.
Det blev optaget den 11. december, og indtil de tidligere timer den efterfølgende dag, og de fleste optrædende var positive udtaget The Rolling Stones (inklusiv den første optræden af: "You Can't Always Get What You Want"), hvilket de selv følte ikke blev godt. Specielt i forhold til The Whos opførelse af "A Quick One While He's Away" og The Dirty Mac's af The Beatles "Yer Blues". Til slut valgte The Rolling Stones at lægge projektet på hylden et stykke tid, med intentioner om at arbejde videre på det, men med Brian Jones pludselige død den efterfølgende juli, var øjeblikket passeret, og projektet samlede i stedet støv.

## Spor
- Alle sangene er skrevet af Mick Jagger and Keith Richards udtaget hvor andet er noteret.

1. "Mick Jaggers introducere Rock and Roll Circus" – 0:25
2. "Entry Of The Gladiators" (Julius Fučík) – 0:55
3. "Mick Jaggers introducering Jethro Tull" – 0:11
4. "Song For Jeffrey" (Ian Anderson) – 3:26 
  -  Jethro Tull optræder.
5. "Keith Richards introducering The Who" – 0:07
6. "A Quick One While He's Away" (Pete Townshend) – 7:33 
  -  The Who optræder.
7. "Over The Waves" (Juventino Rosas) – 0:45
8. "Ain't That A Lot Of Love" (Homer Banks/Willia Dean Parker) – 3:48 
  -  Taj Mahal optræder.
9. "Charlie Watts  introducering Marianne Faithfull" – 0:06
10. "Something Better (Gerry Goffin/Barry Mann) – 2:32 
  -  Marianne Faithfull optræder.
11. "Mick Jaggers og John Lennons introducering The Dirty Mac" – 1:05
12. "Yer Blues (Lennon/McCartney) – 4:27 
  - The Dirty Mac optræder.
13. "Whole Lotta Yoko" (Yoko Ono) – 4:49 
  - Yoko Ono og Ivry Gitlis med The Dirty Mac optræder.
14. "John Lennons introducering The Rolling Stones"/"Jumpin' Jack Flash" – 3:35
15. "Parachute Woman" – 2:59
16. "No Expectations" – 4:13
17. "You Can't Always Get What You Want" – 4:24
18. "Sympathy for the Devil" – 8:49
19. "Salt Of The Earth" – 4:57 
  -  Med den original Beggars Banquet musik numre med ny sang.